# 张敏钰
张敏钰（1913年—2008年），生於中華民國浙江省鎮海縣（现北仑区），企業家，台湾嘉新企业集团創辦者，有台湾“水泥大王”之称。

## 生平
中学毕业即辍学，后获美国林肯大学荣誉人文科学博士学位。
张敏钰早年在上海经营纺织业，1949年后，因國共內戰，隨中華民國政府，赴台湾发展，创设嘉新水泥，成为台湾水泥业翘楚。张敏钰在台湾工商界颇具威望。
张敏钰退休後寓居香港。2008年，在台北去世，享年95歲。

## 家庭
長子張東平，次子張永平，三子张安平，女張如平、張意平、張小平、張仙平
張永平之子張剛綸。
張意平嫁給王建國，生下一女王立心。張仙平嫁馬紹祥。